# Kälkäjänsaari (ö i Norra Österbotten)
Kälkäjänsaari är en ö i Finland. Den ligger i vattendraget Livojoki och i kommunerna Uleåborg och Pudasjärvi i den ekonomiska regionen  Oulunkaari  och landskapet Norra Österbotten, i den centrala delen av landet, 600 km norr om huvudstaden Helsingfors. Öns area är 1,5 hektar och dess största längd är 460 meter i öst-västlig riktning.